# Sportfreunde Siegen 2012-2013
Questa voce raccoglie le informazioni riguardanti lo Sportfreunde Siegen nelle competizioni ufficiali della stagione 2012-2013.

## Stagione
Nella stagione 2012-2013 il Siegen, allenato da Michael Boris, concluse il campionato di Regionalliga ovest al 5º posto.

## Rosa
| N. |                     | Ruolo | Calciatore         |
| -- | ------------------- | ----- | ------------------ |
| 1  | Germania (bandiera) | P     | Raphael Koczor     |
| 2  | Germania (bandiera) | D     | Eugen Litter       |
| 3  | Germania (bandiera) | D     | Christoph Klippel  |
| 4  | Germania (bandiera) | C     | Julian Jakobs      |
| 5  | Germania (bandiera) | D     | Markus Lemke       |
| 6  | Germania (bandiera) | C     | Waldemar Schattner |
| 7  | Germania (bandiera) | A     | Alexander Hettich  |
| 8  | Germania (bandiera) | C     | Daniel Grebe       |
| 9  | Germania (bandiera) | A     | René Lewejohann    |
| 12 | Germania (bandiera) | P     | Yannik Dauth       |
| 13 | Germania (bandiera) | C     | Mark Zeh           |
| 14 | Germania (bandiera) | C     | Max Süßenbach      |

| N. |                     | Ruolo | Calciatore         |
| -- | ------------------- | ----- | ------------------ |
| 15 | Germania (bandiera) | D     | Fatih Tüysüz       |
| 16 | Germania (bandiera) | C     | Mefail Kadrija     |
| 17 | Ucraina (bandiera)  | C     | Maxim Romanovski   |
| 18 | Polonia (bandiera)  | C     | André Dej          |
| 19 | Germania (bandiera) | D     | Serkan Dalman      |
| 20 | Serbia (bandiera)   | A     | Siniša Veselinović |
| 21 | Germania (bandiera) | A     | Patrick Sonntag    |
| 22 | Germania (bandiera) | P     | Stefan Kemmerling  |
| 23 | Germania (bandiera) | D     | Richard Weber      |
| 24 | Germania (bandiera) | D     | Leon Binder        |
|    | Germania (bandiera) | A     | André Kaczor       |

## Organigramma societario
Area tecnica
- Allenatore: Michael Boris
- Allenatore in seconda:
- Preparatore dei portieri:
- Preparatori atletici:
- Analisi video:

## Calciomercato

### Sessione estiva
| Acquisti | Acquisti           | Acquisti                 | Acquisti |
| R.       | Nome               | da                       | Modalità |
| -------- | ------------------ | ------------------------ | -------- |
| C        | André Dej          | Duisburg II              |          |
| P        | Stefan Kemmerling  | Alemannia Aquisgrana U19 |          |
| D        | Christoph Klippel  | Meppen                   |          |
| D        | Markus Lemke       | Energie Cottbus II       |          |
| D        | Marcus Młynikowski | Werder Brema II          |          |
| A        | Wojciech Pollok    | Eintracht Treviri        |          |
| A        | Patrick Sonntag    | Erzgebirge Aue           |          |
| C        | Max Süßenbach      | Energie Cottbus II       |          |
| A        | Siniša Veselinović | SV Curslack-Neuengamme   |          |
| D        | Richard Weber      | Schalke 04 II            |          |
| C        | Mark Zeh           | Viktoria Colonia         |          |

| Cessioni | Cessioni         | Cessioni      | Cessioni |
| R.       | Nome             | a             | Modalità |
| -------- | ---------------- | ------------- | -------- |
| C        | Christoph Göbel  | Zwickau       |          |
| C        | Issa Issa        | Uerdingen 05  |          |
| D        | Jörn Nowak       | RW Oberhausen |          |
| P        | Maximilian Pauli | Steinbach     |          |
| C        | Anis Saidi       | SG Betzdorf   |          |
| D        | Masih Saighani   | SC Waldgirmes |          |
| A        | Marius Sowislo   | Magdeburgo    |          |

### Sessione invernale
| Acquisti | Acquisti         | Acquisti   | Acquisti |
| R.       | Nome             | da         | Modalità |
| -------- | ---------------- | ---------- | -------- |
| P        | Yannik Dauth     | Magonza II |          |
| C        | Mefail Kadrija   | Elversberg |          |
| C        | Maxim Romanovski | Torgelower |          |

| Cessioni | Cessioni           | Cessioni               | Cessioni |
| R.       | Nome               | a                      | Modalità |
| -------- | ------------------ | ---------------------- | -------- |
| A        | Wojciech Pollok    | SV Wilhelmshaven       |          |
| A        | Sven Michel        | Borussia M'gladbach II |          |
| D        | Marcus Młynikowski | Union Berlino II       |          |

## Risultati

### Regionalliga

#### Girone di andata
| Velbert 4 agosto 2012, ore 14:00 CEST 1ª giornata | Velbert   | 0 – 0 referto | Siegen | Christopeit Sport Arena (600 spett.)\| Arbitro: \| Stegemann \| |
| Arbitro:                                          | Stegemann |               |        |                                                                 |

| Arbitro: | Fischer |

|  |           |              |
|  | Marcatori | 43’ Schröder |

| Arbitro: | Schmitz |

|  |           |                                    |
|  | Marcatori | 38’, 72’ Michel 49’ Pollok 81’ Dej |

| Arbitro: | Bläser |

|             |           |  |
| Hettich 89’ | Marcatori |  |

| Arbitro: | Altgeld |

|           |           |                           |
| Weber 51’ | Marcatori | 44’ Michel 74’ Lewejohann |

| Arbitro: | Sauer |

|                      |           |  |
| Michel 65’ Lemke 81’ | Marcatori |  |

| Marl 15 settembre 2012, ore 14:00 CEST 7ª giornata | Hüls  | 0 – 0 referto | Siegen | Evonik Sportpark (400 spett.)\| Arbitro: \| Visse \| |
| Arbitro:                                           | Visse |               |        |                                                      |

| Arbitro: | Schäfer |

|            |           |  |
| Michel 76’ | Marcatori |  |

| Arbitro: | Athanassiadis |

|  |           |                                      |
|  | Marcatori | 19’ Jakobs 55’ Lewejohann 69’ Michel |

| Arbitro: | Siewer |

|            |           |                           |
| Dalman 85’ | Marcatori | 18’ Klingenburg 63’ Biada |

| Arbitro: | Frömel |

|             |           |                             |
| Muhović 27’ | Marcatori | 25’ Jakobs 70’ (rig.) Grebe |

| Arbitro: | Börner |

|             |           |                                |
| Hettich 53’ | Marcatori | 7’, 72’ Bouhaddouz 14’ Dahmani |

| Arbitro: | Wollenweber |

|  |           |                            |
|  | Marcatori | 16’ Dalman 66’, 85’ Michel |

| Arbitro: | Scheppe |

|                                          |           |  |
| Dej 18’ Michel 48’, 86’ Grebe 63’ (rig.) | Marcatori |  |

| Arbitro: | Maibaum |

|                           |           |            |
| Engelbrecht 44’ Götze 59’ | Marcatori | 86’ Michel |

| Siegen 18 novembre 2012, ore 14:30 CET 16ª giornata | Siegen | 0 – 0 referto | Wuppertal | Leimbachstadion (1 967 spett.)\| Arbitro: \| Sevinc \| |
| Arbitro:                                            | Sevinc |               |           |                                                        |

| Arbitro: | Waschitzki-Günther |

|                                                       |           |                 |
| Hohnstedt 3’ (rig.) Willers 30’ Shapourzadeh 33’, 80’ | Marcatori | 56’ Veselinović |

| Arbitro: | Frömel |

|  |           |                 |
|  | Marcatori | 24’ Veselinović |

| Arbitro: | Steuer |

|                                                    |           |          |
| Michel 10’, 64’ Grebe 13’ (rig.) Zeh 27’ Weber 29’ | Marcatori | 49’ Koep |

#### Girone di ritorno
| Arbitro: | Altgeld |

|                                                    |           |            |
| Hettich 27’ (rig.) Jakobs 62’, 84’ Veselinović 80’ | Marcatori | 23’ Yilmaz |

| Arbitro: | Hüwe |

|                                |           |                                     |
| Capretti 10’, 22’ Kaminski 86’ | Marcatori | 1’ Jakobs 14’ Lewejohann 46’ Michel |

| Arbitro: | Rott |

|         |           |  |
| Zeh 12’ | Marcatori |  |

| Arbitro: | Stegemann |

|                                                      |           |                  |
| Nottbeck 17’ (rig.), 86’ Lejan 27’ Kialka 59’ (rig.) | Marcatori | 49’ (rig.) Grebe |

| Arbitro: | Wollenweber |

|                 |           |                             |
| Veselinović 49’ | Marcatori | 56’ (rig.) Hofrath 84’ Erat |

| Arbitro: | Steffens |

|                                |           |                 |
| Maouel 41’ Windmüller 44’, 57’ | Marcatori | 7’ (aut.) Sezer |

| Arbitro: | Maibaum |

|                   |           |           |
| Dej 15’ Weber 31’ | Marcatori | 22’ Erwig |

| Arbitro: | Kurtes |

|                      |           |  |
| Aydın 3’ (rig.), 12’ | Marcatori |  |

| Arbitro: | Bandurski |

|                     |           |  |
| Hettich 45’ Dej 90’ | Marcatori |  |

| Arbitro: | Börner |

|  |           |            |
|  | Marcatori | 11’ Jakobs |

| Arbitro: | Altehenger |

|             |           |  |
| Hettich 86’ | Marcatori |  |

| Arbitro: | Maibaum |

|                       |           |                                                           |
| Yohoua 63’ Müller 76’ | Marcatori | 18’, 88’ Hettich 53’ (rig.) Binder 65’ Jakobs 79’ Kadrija |

| Arbitro: | Schäfer |

|                      |           |              |
| Grebe 37’ Jakobs 72’ | Marcatori | 61’ Goralski |

| Mönchengladbach 27 aprile 2013, ore 14:00 CEST 33ª giornata | Borussia M'gladbach II | 0 – 0 referto | Siegen | Grenzlandstadion (417 spett.)\| Arbitro: \| Höhn \| |
| Arbitro:                                                    | Höhn                   |               |        |                                                     |

| Arbitro: | Waschitzki-Günther |

|  |           |                                              |
|  | Marcatori | 11’ Möllering 18’, 71’, 75’ Kreyer 22’ Götze |

| Arbitro: | Frömel |

|                     |           |                            |
| Abel 52’ Pasiov 90’ | Marcatori | 6’ Binder 24’ (rig.) Grebe |

| Arbitro: | Steffens |

|  |           |                |
|  | Marcatori | 85’ Freiberger |

| Siegen 19 maggio 2013, ore 14:00 CEST 37ª giornata | Siegen | 0 – 0 referto | RW Oberhausen | Leimbachstadion (1 550 spett.)\| Arbitro: \| Visse \| |
| Arbitro:                                           | Visse  |               |               |                                                       |

| Arbitro: | Fischer |

|           |           |  |
| Wiese 82’ | Marcatori |  |

## Statistiche

### Statistiche di squadra
| Competizione       | Punti | In casa | In casa | In casa | In casa | In casa | In casa | In trasferta | In trasferta | In trasferta | In trasferta | In trasferta | In trasferta | Totale | Totale | Totale | Totale | Totale | Totale | DR  |
| Competizione       | Punti | G       | V       | N       | P       | Gf      | Gs      | G            | V            | N            | P            | Gf           | Gs           | G      | V      | N      | P      | Gf     | Gs     | DR  |
| ------------------ | ----- | ------- | ------- | ------- | ------- | ------- | ------- | ------------ | ------------ | ------------ | ------------ | ------------ | ------------ | ------ | ------ | ------ | ------ | ------ | ------ | --- |
| Regionalliga ovest | 64    | 19      | 11      | 2       | 6       | 28      | 18      | 19           | 8            | 5            | 6            | 30           | 25           | 38     | 19     | 7      | 12     | 58     | 43     | +15 |
| Totale             | 64    | 19      | 11      | 2       | 6       | 28      | 18      | 19           | 8            | 5            | 6            | 30           | 25           | 38     | 19     | 7      | 12     | 58     | 43     | +15 |

### Andamento in campionato
| Giornata  | 1  | 2  | 3 | 4 | 5 | 6 | 7 | 8 | 9 | 10 | 11 | 12 | 13 | 14 | 15 | 16 | 17 | 18 | 19 | 20 | 21 | 22 | 23 | 24 | 25 | 26 | 27 | 28 | 29 | 30 | 31 | 32 | 33 | 34 | 35 | 36 | 37 | 38 |
| --------- | -- | -- | - | - | - | - | - | - | - | -- | -- | -- | -- | -- | -- | -- | -- | -- | -- | -- | -- | -- | -- | -- | -- | -- | -- | -- | -- | -- | -- | -- | -- | -- | -- | -- | -- | -- |
| Luogo     | T  | C  | T | C | T | C | T | C | T | C  | T  | C  | T  | C  | T  | C  | T  | T  | C  | C  | T  | C  | T  | C  | T  | C  | T  | C  | T  | C  | T  | C  | T  | C  | T  | C  | C  | T  |
| Risultato | N  | P  | V | V | V | V | N | V | V | P  | V  | P  | V  | V  | P  | N  | P  | V  | V  | V  | N  | V  | P  | P  | P  | V  | P  | V  | V  | V  | V  | V  | N  | P  | N  | P  | N  | P  |
| Posizione | 13 | 14 | 7 | 7 | 6 | 6 | 6 | 5 | 2 | 3  | 2  | 5  | 5  | 2  | 4  | 6  | 6  | 6  | 5  | 5  | 6  | 5  | 6  | 6  | 6  | 6  | 6  | 6  | 6  | 6  | 4  | 4  | 3  | 3  | 4  | 4  | 4  | 5  |

Legenda:

Luogo: C = Casa; T = Trasferta. Risultato: V = Vittoria; N = Pareggio; P = Sconfitta.

### Statistiche dei giocatori
| L. Binder      | 34 | 2  | 5  | 1 |
| S. Dalman      | 32 | 2  | 4  | 1 |
| Y. Dauth       | 6  | 0  | 0  | 0 |
| A. Dej         | 32 | 4  | 2  | 0 |
| D. Grebe       | 38 | 6  | 3  | 0 |
| A. Hettich     | 21 | 7  | 2  | 2 |
| J. Jakobs      | 34 | 8  | 1  | 2 |
| A. Kaczor      | 0  | 0  | 0  | 0 |
| M. Kadrija     | 12 | 1  | 0  | 0 |
| S. Kemmerling  | 2  | 0  | 0  | 0 |
| C. Klippel     | 27 | 0  | 6  | 0 |
| R. Koczor      | 31 | 0  | 5  | 0 |
| M. Lemke       | 25 | 1  | 2  | 0 |
| R. Lewejohann  | 24 | 3  | 6  | 0 |
| E. Litter      | 2  | 0  | 0  | 0 |
| S. Michel      | 20 | 14 | 4  | 0 |
| M. Młynikowski | 4  | 0  | 0  | 0 |
| W. Pollok      | 11 | 1  | 1  | 0 |
| M. Romanovski  | 6  | 0  | 1  | 0 |
| W. Schattner   | 25 | 0  | 3  | 0 |
| P. Sonntag     | 6  | 0  | 2  | 0 |
| M. Süßenbach   | 8  | 0  | 1  | 0 |
| F. Tüysüz      | 18 | 0  | 2  | 1 |
| S. Veselinović | 31 | 4  | 1  | 0 |
| R. Weber       | 36 | 2  | 7  | 0 |
| M. Zeh         | 36 | 2  | 13 | 1 |